# Trox setifer
Trox setifer is een keversoort uit de familie beenderknagers (Trogidae). De wetenschappelijke naam van de soort werd in 1875 gepubliceerd door Charles Owen Waterhouse.